# Lindera sinensis
Lindera sinensis är en lagerväxtart som först beskrevs av Carl Ludwig von Blume, och fick sitt nu gällande namn av William Botting Hemsley. Lindera sinensis ingår i släktet Lindera och familjen lagerväxter. Inga underarter finns listade i Catalogue of Life.